# Eryngium billardierei
Eryngium billardierei — вид квіткових рослин із родини окружкових (Apiaceae).

## Біоморфологічна характеристика
Ціла рослина часто наповнена красивим аметистово-блакитним забарвленням. Рослина 30–60(70) см заввишки. Стеблові листки сидячі, трисекційні або пальчасто-роздільні, зменшуються вгору, міцно остисті. Прикореневі листки стійкі під час цвітіння, трійчасто-двоперисті, з довгими міцними остистими зубцями. Суцвіття — вузький чи більш розлогий щиток 12–15 мм у діаметрі. Чашолистки ланцетно-яйцеподібні. Пелюстки фіолетово-блакитні, зігнуті часточки розширені на верхівці, ± 1.5 мм.

## Середовище проживання
Вид поширений у західній, центральній і південно-західній Азії: Туреччина, Іран, Ірак, Ліван, Сирія, Азербайджан, Грузія, Вірменія, Таджикистан, Киргизстан, Туркменістан, Афганістан, Пакистан, пн.-зх. Індія.
Населяє скелясті схили гір; на висотах 1300–2600 метрів.